# Shane Told
Shane Matthew Told (Scarborough, 13 febbraio 1981) è un cantautore e musicista canadese, frontman della band post-hardcore/emo Silverstein, di cui è l'autore dei testi.

## Biografia
Nato a Scarborough, una cittadina dell'Ontario alle porte di Toronto, all'età di sei anni si trasferisce con la famiglia ad Oakville quando il padre trova un nuovo lavoro. Attualmente vive a Toronto. Shane ha iniziato ad appassionarsi alla musica quando aveva 10 anni, grazie a sua sorella che ascoltava il Black Album dei Metallica, con il quale, ha affermato, al primo ascolto ha sentito immediatamente un legame, come se avesse già ascoltato quel CD un milione di volte. Inizia così a suonare la chitarra acustica del padre, per poi comprarne una elettrica. Inoltre impara a cantare (anche in scream) da autodidatta. Ha frequentato la White Oaks Secondary School di Oakville, poi si è iscritto nel 2000 all'Università di Guelph seguendo i corsi di musica, genetica e biologia molecolare, ma ha abbandonato gli studi nell'aprile del 2003 per dedicarsi full time alla musica. Si avvicina al punk rock grazie a gruppi come Fugazi e Minor Threat, e diventa un assiduo frequentatore della scena locale. Il suo primo gruppo fa appunto punk rock e si chiama Jerk Circus; la band, che fa le prove nello scantinato della casa dei genitori di Shane, ottiene un discreto successo fra il pubblico locale, con il suo primo album Never Mind the Suburbs del 2001, seguito dall'EP Everything Is a Travesty with You nel 2002. La band decide però di separarsi a fine anno, perché i membri vogliono percorrere nuove strade (molti di loro erano confluiti in un progetto ska che assorbiva molto tempo). Shane è stato tra i fondatori dei Silverstein all'età di 19 anni, nel 2000. Il gruppo nasce come side project di alcuni ragazzi che suonavano già in altre band locali.
Nel 2000 la band pubblica il suo primo EP autoprodotto, Summer's Stellar Gaze; inizialmente il chitarrista Josh Bradford non è soddisfatto di Shane perché secondo lui i Silverstein hanno bisogno di uno screamer, ma Shane decide di imparare ad urlare e col nuovo stile la band pubblica due anni dopo When the Shadows Beam, con il quale ottiene un contratto per la Victory Records. In occasione del primo tour della band, assieme ai Safeway Home, Shane vende la sua auto per comprare un van della Dodge per la band. Con la nuova etichetta, nel 2003 i Silverstein pubblicano il loro primo album, When Broken Is Easily Fixed, con il quale cominciano a farsi notare all'interno della scena emo. È tuttavia con l'album successivo, Discovering the Waterfront, uscito nel 2005, che la band ottiene il successo, grazie a canzoni come Smile in Your Sleep e My Heroine che ottengono un notevole esito in tutto il mondo. Verso la fine dell'anno Shane annuncia di aver creato la propria etichetta, chiamata Verona Records, per aiutare le giovani e talentuose band della sua zona a cercare di emergere. Il primo contratto viene fatto con una band dell'Ontario chiamata Dead and Divine. Nello stesso anno, figura come guest vocalist nella canzone Pictures of You dei No Assembly Required.
Dopo una compilation uscita nel 2006 che include i primi due EP della band, dal nome 18 Candles: The Early Years, nel 2007 viene pubblicato il molto atteso nuovo album, Arrivals & Departures. L'album, tuttavia, dopo un buon esordio in classifica, non riesce a ripetere il successo del precedente lavoro e per molti fan rimane una delusione. Shane ha parzialmente spiegato questo fatto dicendo che uno dei fattori che hanno portato a non ripetere l'esito di Discovering the Waterfront è stata la scelta del produttore (Mark Trombino). Registrare a Los Angeles è stata una fonte di continua distrazione per la band e Trombino ha voluto concludere le registrazioni con ritmi molto serrati, creando un clima generale abbastanza negativo. Lo stesso Shane inoltre aveva da pochissimo concluso una relazione di sette anni con la sua ragazza.
Nel 2009 la band torna in studio per registrare A Shipwreck in the Sand, un concept album che viene molto bene accolto dai fan e dalla critica e che lascia molto più soddisfatta la band stessa rispetto al precedente lavoro. L'anno successivo viene anche distribuito un DVD (Decade: Live at The El Mocambo), registrato in occasione di quattro show suonati a Toronto (uno per ogni album) in occasione dei 10 anni della band. Sempre nel 2010, i Silverstein hanno lasciato la Victory Records dopo 8 anni e firmato un contratto per due album con la Hopeless Records. Told ha spiegato questa scelta dicendo che alla Victory erano interessati unicamente a vendere album, senza dare la possibilità alla band di fare quello che realmente voleva fare, mentre alla Hopeless l'aspetto economico, pur importante, si affianca a quello del divertimento e la band è libera al 100% di fare la musica che vuole e come vuole. Inoltre, la band ha firmato un contratto per il Canada con la Universal. Il gruppo aveva dei legami d'amicizia con i rappresentanti delle due case discografiche da molti anni.

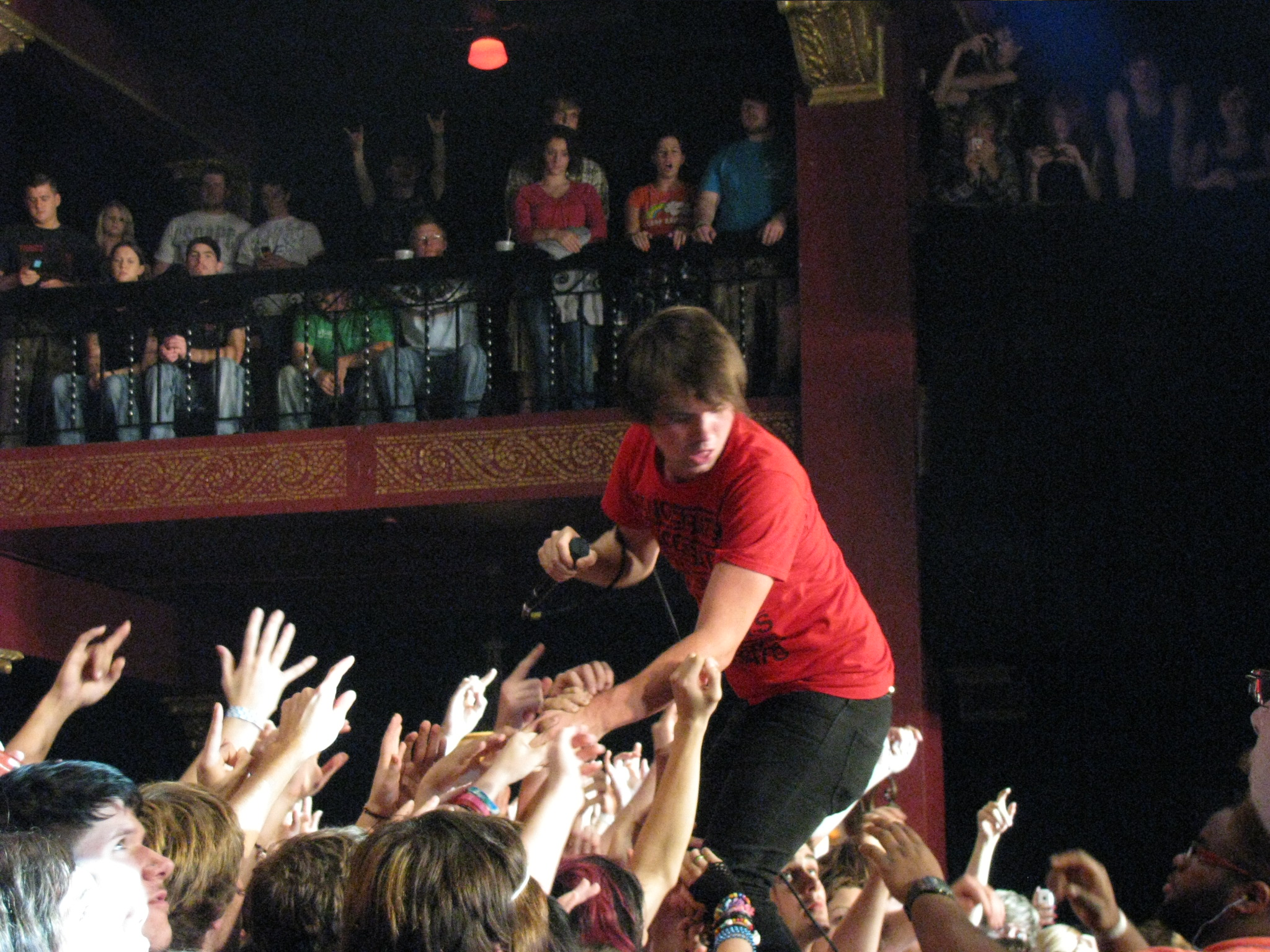
Shane Told in un concerto a Milwaukee nel 2008.

Con la nuova etichetta viene pubblicato un EP chiamato Transitions, che prepara l'uscita del quinto album Rescue, nel 2011. Una cover da lui realizzata di Can't Help Falling in Love di Elvis Presley appare nella compilation Love Is Hopeless, distribuita il 26 gennaio 2011. Il 21 marzo ha pubblicato su Facebook una canzone da lui scritta e cantata con la chitarra chiamata Stay Strong e dedicata al Giappone, che in quei giorni stava affrontando la crisi nucleare di Fukushima. Ad inizio 2012 viene pubblicato il mini-album Short Songs, composto da 11 canzoni della durata di un minuto e 30 o meno scritte dai Silverstein, più altre 11 cover dalle simili caratteristiche. Il 9 novembre vengono caricati su YouTube dei video promozionali per Slacker Radio, una radio online personalizzabile, in cui Shane esegue in acustico Replace You (da Rescue), Sleep Around (da Short Songs) e Three Miles Down (cover dei Saves the Day).
I Silverstein pubblicano il loro settimo album, This Is How the Wind Shifts, a inizio 2013, ottenendo il 59º piazzamento nella classifica statunitense. Shane partecipa poi al secondo album dei Like Moths to Flames (gruppo con il quale i Silverstein avevano condiviso un tour in primavera), apparendo come guest vocalist nella canzone Into the Ground, ed al primo album dei Seaway nella canzone The Weight. Fa anche un'apparizione nella campagna pubblicitaria per l'album Sound/No Sound dei The Company We Keep, comparendo nel video del singolo Control e in uno dei video antecedenti alla pubblicazione. Il 2 dicembre Shane lancia il suo sito ufficiale, in cui annuncia che a breve seguiranno alcuni aggiornamenti.
Nel 2015 coi Silverstein pubblica il nuovo disco I Am Alive in Everything I Touch e partecipa al Warped Tour oltre che con la band, anche esibendosi in solitario in 6 date del tour. Compare come guest vocalist nella canzone What If I Stay dei River Becomes Ocean.
seg
Tra i suoi gruppi preferiti, Shane ha citato NOFX, Slayer, Grade, Beatles, Lifetime, Pedro the Lion, Lagwagon, Brand New, Saves the Day, Black Sabbath, Propagandhi e Metallica.
Ha spesso citato l'Australia come il suo posto preferito in tutto il mondo per il tempo e le persone che ci sono, oltre ai fan che sono sempre entusiasti durante gli show perché non tutte le band vanno a suonare da quelle parti. Shane è vegetariano dall'età di 18 anni; per un periodo di 3 anni è stato anche vegano.

## Vita privata
Shane è alto 175 cm Suo padre ha lavorato per tutta la vita alla DuPont, mentre sua madre ha fatto la casalinga. Ha una sorella, di sette anni più grande di lui. Ha parlato della sua adolescenza come di un periodo tranquillo e normale, in cui andava d'accordo con tutti i suoi compagni di scuola, anche se non ha mai stretto una vera e propria amicizia con nessuno di loro. Ha giocato a basket per quattro anni. È fidanzato con la modella Nia Pavesi, con cui vive a Toronto. I due si sono incontrati nel 2006 dopo un concerto della band, quando Nia aveva bisogno di un passaggio per tornare a casa e Shane si è offerto di darglielo. Successivamente non si sono più visti, fino a quando non sono rientrati in contatto attraverso amici comuni. Ha affermato di credere nel karma, che del resto cita in alcune delle sue canzoni, come Call It Karma, Vanity and Greed e A Hero Loses Everyday. È allergico a cani e gatti. In futuro ha detto di volersi sposare ed avere figli, e di voler tornare a studiare.
Dal mese di agosto 2013 collabora con il noto sito AbsolutePunk.net scrivendo periodicamente articoli che parlano di sport e musica, e ha partecipato come "capogruppo" al torneo di fantafootball organizzato per beneficenza dal medesimo sito nel 2013, scegliendo Skate for Cancer come organizzazione cui devolvere l'eventuale vincita finale.

## Discografia

### Con i Silverstein

#### Album in studio
- 2003 - When Broken Is Easily Fixed
- 2005 - Discovering the Waterfront
- 2007 - Arrivals & Departures
- 2009 - A Shipwreck in the Sand
- 2011 - Rescue
- 2012 - Short Songs
- 2013 - This Is How the Wind Shifts
- 2014 - This Is How the Wind Shifts: Addendum
- 2015 - I Am Alive in Everything I Touch

#### Album dal vivo
- 2010 - Decade (Live at the El Mocambo)

#### Raccolte
- 2006 - 18 Candles: The Early Years

#### EP
- 2000 - Summer's Stellar Gaze
- 2002 - When the Shadows Beam
- 2010 - Transitions
- 2011 - Support Your Local Record Store
- 2013 - Four Minutes Being Cool

### Con i Jerk Circus

#### Album
- 2001 - Never Mind the Suburbs

#### EP
- 2002 - Everything Is a Travesty with You